# Agostino Spina
Agostino Luigi Spina (Castelar, 31 ottobre 2001) è un calciatore argentino, centrocampista dell'Huracán.

## Caratteristiche tecniche
È un centrocampista difensivo.

## Carriera
Spina è cresciuto nel settore giovanile dell'Huracán, con cui ha debuttato il 14 febbraio 2021 nell'incontro di Copa de la Liga Profesional perso 3-2 contro il Defensa y Justicia trovando al contempo il suo primo gol. Pochi mesi dopo, il 27 maggio, ha firmato il suo primo contratto professionistico con il club biancorosso.
Nel giugno del 2022 è stato ceduto in prestito all'Unión Magdalena in Colombia, dove ha giocato 23 incontri fra campionato e coppa. Rientrato all'Huracán, nel 2023 ha trovato poco spazio giocando solamente sei incontri fra campionato e coppa di lega. Il 4 marzo 2024 è stato prestato nuovamente all'Unión Magdalena, nel frattempo retrocessa in Categoría Primera B.

## Statistiche

### Presenze e reti nei club
Statistiche aggiornate al 1° gennaio 2025.
| Stagione               | Squadra                | Campionato             | Campionato | Campionato | Coppe nazionali | Coppe nazionali | Coppe nazionali | Coppe continentali | Coppe continentali | Coppe continentali | Altre coppe | Altre coppe | Altre coppe | Totale | Totale | Totale |
| Stagione               | Squadra                | Comp                   | Pres       | Reti       | Comp            | Pres            | Reti            | Comp               | Pres               | Reti               | Comp        | Pres        | Reti        | Pres   | Reti   |        |
| ---------------------- | ---------------------- | ---------------------- | ---------- | ---------- | --------------- | --------------- | --------------- | ------------------ | ------------------ | ------------------ | ----------- | ----------- | ----------- | ------ | ------ | ------ |
| 2021                   | Huracán                | PD                     | 0          | 0          | CA+CdL          | 1+2             | 0+1             | -                  | -                  | -                  | -           | -           | -           | 3      | 1      |        |
| 2022                   | Unión Magdalena        | A                      | 19         | 0          | CC              | 4               | 0               | -                  | -                  | -                  | -           | -           | -           | 23     | 0      |        |
| 2023                   | Huracán                | PD                     | 5          | 0          | CA+CdL          | 0               | 0               | CL+CS              | 0                  | 0                  | -           | -           | -           | 5      | 0      |        |
| 2024                   | Huracán                | PD                     | -          | -          | CA+CdL          | 0+1             | 0               | -                  | -                  | -                  | -           | -           | -           | 1      | 0      |        |
| 2024                   | Unión Magdalena        | B                      | 36         | 2          | CC              | 0               | 0               | -                  | -                  | -                  | -           | -           | -           | 36     | 2      |        |
| Totale Unión Magdalena | Totale Unión Magdalena | Totale Unión Magdalena | 55         | 2          |                 | 4               | 0               |                    | -                  | -                  |             | -           | -           | 59     | 2      |        |
| 2025                   | Huracán                | PD                     | 0          | 0          | CA              | 0               | 0               | CS                 | 0                  | 0                  | -           | -           | -           | 0      | 0      |        |
| Totale Huracán         | Totale Huracán         | Totale Huracán         | 5          | 0          |                 | 4               | 1               |                    | 0                  | 0                  |             | -           | -           | 9      | 1      |        |
| Totale carriera        | Totale carriera        | Totale carriera        | 60         | 2          |                 | 8               | 1               |                    | 0                  | 0                  |             | -           | -           | 68     | 3      |        |